# Lista do Património Mundial nos Estados Árabes

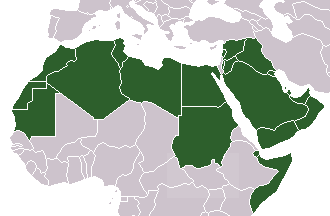
Património Mundial nos Estados Árabes
Arábia Saudita Argélia Barém
Catar Egito Iémen Iraque
Líbia Jordânia Marrocos Palestina
Síria Sudão Tunísia

A Região Estados Árabes assim determinada geograficamente pelo Comitê do Patrimônio Mundial - (WHC - World Heritage Convention) órgão executivo da UNESCO (acrônimo de United Nations Educational, Scientific and Cultural Organization) (Organização das Nações Unidas para a Educação, a Ciência e a Cultura) da ONU, inclui 79 sítios na Região Estados Árabes à Lista do Patrimônio Mundial distribuídos em dezoito (18) países (denominados de "state parties") (geograficamente, por continentes, alguns localizados na Ásia(Oriente Médio) e outros na África) , pois todos são signatários da Convenção para a Proteção do Patrimônio Mundial, Cultural e Natural (lista atualizada após a realização da 39ª sessão anual do Comitê do Patrimônio Mundial - de 28 de junho a 8 de julho de 2015 - Bona, Alemanha  e assim reconhecendo, homologando e determinando que estes sítios são de: 'Excepcional e inigualável importância para a humanidade. Obrigando-se que seja fundamental a preservação do seu Patrimônio Cultural e/ou Patrimônio Natural'. O reconhecimento e inclusão de um sítio na Lista do Patrimônio Mundial da UNESCO é de responsabilidade do Comitê do Patrimônio Mundial.
Em 2015 a lista mundial incluía 1 031 sítios distribuídos em 163 países.
Os 79 sítios localizados na Região Estados Árabes, dentro dos critérios da WHC (World Heritage Convention) estão assim homologados: 73 culturais, 4 (quatro) naturais e  dois (2) mistos (o sítio contém elementos que o enquadra tanto nos critérios culturais como nos naturais). Do total (dos 79 sítios), nenhum é transfronteiriço (sua área ou região não se distribui por dois ou mais países) e dezesseis (16) sítios estão incluídos na Lista do Patrimônio Mundial em Perigo.
Segue abaixo a relação dos dezoito (18) países(*) que integram a Região Estados Árabes e os seus sítios listados como Patrimônio Mundial. Em () o ano em que o sítio foi homologado e se integrou à Lista do Patrimônio Mundial:
(*) A listagem abaixo relaciona 19. São 18 países que constam da Lista do Patrimônio Mundial na Região Estados Árabes. Na cidade de Jerusalém um sítio proposto pela Jordânia e aceito, homologado e incluído na lista da Região Estados Árabes). Jerusalém não é um país, portanto são 18 países e mais o sítio na cidade de Jerusalém, que está dentro e compõe o território de Israel (país que integra a Região Europa e América do Norte). Apenas esse determinado sítio em Jerusalém está listado na Região Estados Árabes.

## Sítios do Patrimônio Mundial
A região dos Estados Árabes conta atualmente com os seguintes lugares declarados como Patrimônio da Humanidade pela UNESCO:
| Sítio                                                              | Imagem | País       | Localização          | Critério                       | Ano  | Descrição | Ref.   |
| ------------------------------------------------------------------ | ------ | ---------- | -------------------- | ------------------------------ | ---- | --- | ------ |
| Abu Mena                                                           |        | Egito      | Alexandria           | Cultural: (iv)                 | 1979 | As ruínas da antiga cidade santa cristã contêm uma igreja, um batistério, basílicas, edifícios públicos, ruas, mosteiros, casas e oficinas construídas sobre o túmulo de Menas de Alexandria. | [ 8 ]  |
| Tebas Antiga e a sua Necrópole                                     |        | Egito      | Luxor                | Cultural: (i)(iii)(vi)         | 1979 | Antiga capital do Egito e cidade de Ámon, Tebas abriga templos e palácios em Karnak e Luxor, bem como as necrópoles do Vale dos Reis e do Vale das Rainhas, testemunhando o auge da civilização egípcia. | [ 9 ]  |
| Cairo histórico                                                    |        | Egito      | Cairo                | Cultural: (i)(v)(vi)           | 1979 | Uma das cidades islâmicas mais antigas do mundo e no centro do Cairo urbano, o sítio listado data do século X e atingiu seu apogeu no século XIV. O Cairo histórico abriga mesquitas, madraças, hamames e fontes. | [ 10 ] |
| Mênfis e a sua necrópole - Complexos de Pirâmides de Gizé a Dachur |        | Egito      | Cairo                | Cultural: (i)(v)(vi)           | 1979 | A capital do Império Antigo possui alguns monumentos funerários extraordinários, incluindo túmulos de pedra, mastabas ornamentadas, templos e pirâmides. Em tempos antigos, o local foi considerado uma das Sete Maravilhas do Mundo. | [ 11 ] |
| Monumentos Núbios de Abu Simbel a Filas                            |        | Egito      | Assuão               | Cultural: (i)(ii)(vi)          | 1979 | Localizado ao longo do rio Nilo, o sítio abriga monumentos históricos de alto valor como o Templo de Ramessés II em Abu Simbel e o Santuário de Ísis em Filas, salvo de ser submerso pelo Lago Nasser como resultado da construção da Represa de Assuão. | [ 12 ] |
| Cidade Antiga de Damasco                                           |        | Síria      | Damasco              | Cultural: (i)(ii)(iii)(iv)(vi) | 1979 | Fundada no terceiro milênio a.C., Damasco é considerada uma das mais antigas cidades continuamente habitadas do mundo. Como capital dos omíadas, teve uma influência significativa no mundo árabe. A Grande Mesquita está entre as maiores do mundo e um dos mais antigos locais de culto em funcionamento contínuo desde os primórdios do Islã. | [ 13 ] |
| Sítio Arqueológico de Cartago                                      |        | Tunísia    | Túnis                | Cultural: (ii)(iii)(vi)        | 1979 | Fundada no século IX a.C., Cartago tornou-se um império comercial que abrangia o Mediterrâneo. A cidade foi destruída pelos romanos em 146 a.C. nas Guerras Púnicas, mas depois foi restabelecida. | [ 14 ] |
| Anfiteatro de El Jem                                               |        | Tunísia    | Túnis                | Cultural: (iv)(vi)             | 1979 | Construído durante o século III, o Anfiteatro de El Jem é o maior anfiteatro do norte da África e o maior construído fora da Península Itálica, com capacidade para 35.000 espectadores, considerado um dos exemplos mais completos da arquitetura romana. | [ 15 ] |
| Almedina de Tunes                                                  |        | Tunísia    | Túnis                | Cultural: (ii)(iii)(v)         | 1979 | A Almedina de Tunes contém cerca de 700 monumentos, incluindo palácios, mesquitas, mausoléus, madraças e quatro bairros, testemunhando o auge cultural e econômico de Túnis do século XII ao XVI. | [ 16 ] |
| Al Qal'a dos Beni Hammad                                           |        | Argélia    | Massila              | Cultural: (iii)                | 1980 | Em um local montanhoso de extraordinária beleza, as ruínas da primeira capital dos emires hamádidas, fundada em 1007 e demolida em 1152, fornecem um retrato autêntico de uma cidade muçulmana fortificada. A mesquita, cuja sala de oração possui 13 corredores com oito baias, é uma das maiores da Argélia. O Forte de Beni Hammad situa-se nas cercanias da cidade de Maadid, cerca de 225 quilômetros a sudeste de Argel. | [ 17 ] |
| Cidade Antiga de Bosra                                             |        | Síria      | Daraa                | Cultural: (i)(iii)(vi)         | 1980 | Anteriormente uma cidade nabateana, Bosra foi conquistada pelos romanos no século II e tornou-se capital da Arábia Petreia e caiu sob o domínio islâmico no século VII. Os vestígios da antiga cidade incluem um teatro, uma basílica, uma catedral, uma mesquita e uma madraça, entre outros. | [ 18 ] |
| Sítio de Palmira                                                   |        | Síria      | Homs                 | Cultural: (i)(ii)(iv)          | 1980 | Palmira esteve sob o domínio romano no século I e se tornou um dos centros culturais mais importantes do mundo antigo. Suas extensas ruínas incluem restos da Grande Colunata, o Templo de Bel, o Campo de Diocleciano e o Teatro Romano. | [ 19 ] |
| Parque Nacional de Ichkeul                                         |        | Tunísia    | Bizerte              | Natural: (x)                   | 1980 | O Lago Ichkeul e seus pântanos circundantes são um destino para centenas de milhares de aves migratórias, incluindo patos, gansos, cegonhas e flamingos cor-de-rosa. Foi parte de uma cadeia que se estendia pelo norte da África. | [ 20 ] |
| Almedina de Fez                                                    |        | Marrocos   | Fez-Mequinez         | Cultural: (ii)(v)              | 1981 | Fez foi fundada no século IX e atingiu o seu apogeu como capital do Império Merínida nos séculos XIII e XIV, de onde datam o seu tecido urbano e principais monumentos. Também abriga a universidade mais antiga do mundo, a Universidade al Quaraouiyine. | [ 21 ] |
| Cidade Antiga de Jerusalém e seus Muros                            |        | Jerusalém  | Jerusalém            | Cultural: (ii)(iii)(vi)        | 1981 | Cidade sagrada para três das maiores religiões do mundo, Jerusalém Antiga possui mais de 200 monumentos históricos, incluindo o Domo da Rocha, o Muro das Lamentações e a Igreja do Santo Sepulcro. | [ 22 ] |
| Djémila                                                            |        | Argélia    | Sétif                | Cultural: (iii)(iv)            | 1982 | Djémila (anteriormente conhecido como Cuicul) foi uma cidade romana em um local montanhoso, compreendendo um fórum, templos, basílicas, arcos triunfais e edifícios religiosos e outras estruturas erguidos sobre um terreno 900 metros acima do nível do mar. | [ 23 ] |
| Casbá de Argel                                                     |        | Argélia    | Argel                | Cultural: (ii)(v)              | 1982 | O Casbá de Argel é uma cidade islâmica única na costa do Mediterrâneo e abriga reuínas de uma cidadela, mesquitas medievais e palácios otomanos. | [ 24 ] |
| Vale de M'Zab                                                      |        | Argélia    | Gardaia              | Cultural: (ii)(iii)(v)         | 1982 | O habitat humano tradicional e intacto foi construído em torno de cinco alcáceres do Vale de M'zab no século X pelos ibaditas. | [ 25 ] |
| Tassili n'Ajjer                                                    |        | Argélia    | Tamanghasset/ Illizi | Misto: (i)(iii)(vii)(viii)     | 1982 | Um vasto planalto nos limites do Saara, Tassili n'Ajjer possui mais de 15.000 gravuras rupestres que registram mudanças climáticas, migrações de animais e a evolução da vida humana, datando de 6.000 a.C. até os primeiros séculos da era cristã. | [ 26 ] |
| Tingade                                                            |        | Argélia    | Batna                | Cultural: (ii)(iii)(iv)        | 1982 | Fundada pelo imperador Trajano em 100 d.C. como colônia militar, Tingade possui ruas de cardo e decúmanos, constituindo um exemplo típico de urbanismo romano. | [ 27 ] |
| Tipasa                                                             |        | Argélia    | Tipasa               | Cultural: (iii)(iv)            | 1982 | Anteriormente um centro comercial cartaginês, Tipasa foi conquistada pelos romanos e convertida em base militar. O local também testemunha influências paleocristãs e bizantinas. | [ 28 ] |
| Sítio Arqueológico de Cirene                                       |        | Líbia      | Jabal Acdar          | Cultural: (ii)(iii)(vi)        | 1982 | A antiga colônia grega de Cirene foi romanizada e transformada em capital, até ser destruída pelo Sismo de Creta de 365. As ruínas milenares permanecem famosas desde o século XVIII. | [ 29 ] |
| Sítio Arqueológico de Leptis Magna                                 |        | Líbia      | Homs                 | Cultural: (i)(ii)(iii)         | 1982 | A cidade romana de Leptis Magna foi ampliada pelo Imperador romano Septímio Severo, que nasceu no local em 145. Monumentos públicos, um porto, um mercado, armazéns, lojas e casas estavam entre os motivos de sua inclusão na lista. | [ 30 ] |
| Sítio Arqueológico de Sábrata                                      |        | Líbia      | Zauia                | Cultural: (iii)                | 1982 | Fundada como um posto comercial fenício, Sábrata foi brevemente governada por Masinissa da Numídia antes de sua romanização e reconstrução nos séculos II e III. | [ 31 ] |
| Antiga Cidade Murada de Xibã                                       |        | Iêmen      | Hadramaute           | Cultural: (iii)(iv)(v)         | 1982 | A Cidade Murada de Xibã, do século XVI, está entre os melhores e mais antigos exemplos de planejamento urbano vertical, com suas distintas torres de tijolos de barro que lhe renderam o apelido de "Manhattan do deserto". | [ 32 ] |
| Anjar                                                              |        | Líbano     | Beca                 | Cultural: (iii)(iv)            | 1984 | Fundada no início do século VIII, a cidade de Anjar foi rapidamente abandonada após a queda do Califado Omíada, deixando para trás ruínas de muralhas, torres, palácios, mesquitas e banhos, constituindo um exemplo de urbanismo do período omíada. | [ 33 ] |
| Balbeque                                                           |        | Líbano     | Baalbek-Hermel       | Cultural: (i)(iv)              | 1984 | Anteriormente conhecida como Heliópolis, a cidade fenícia de Balbeque abriga alguns dos maiores e mais bem preservados templos romanos, incluindo os Templos de Júpiter, de Vênus e de Baco. | [ 34 ] |
| Biblos                                                             |        | Líbano     | Jbeil                | Cultural: (iii)(iv)(vi)        | 1984 | Continuamente habitada desde o Neolítico, Biblos foi uma das cidades mais antigas de origem fenícia. Desde então, testemunhou a ocupação persa, romana, cruzada e otomana, cada uma exercendo influência sobre sua arquitetura. Biblos também desempenhou um papel significativo na difusão do alfabeto fenício. | [ 35 ] |
| Tiro                                                               |        | Líbano     | Líbano Meridional    | Cultural: (iii)(vi)            | 1984 | A antiga cidade fenícia de Tiro foi uma das principais potências marítimas do Mediterrâneo oriental e supostamente onde o corante roxo foi descoberto. Os vestígios arqueológicos existentes remontam principalmente à época romana, incluindo banhos, uma arena, uma estrada com colunas, um arco triunfal, um aqueduto e um hipódromo. | [ 36 ] |
| Hatra                                                              |        | Iraque     | Nínive               | Cultural: (ii)(iii)(iv)(vi)    | 1985 | A cidade fortificada parta de Hatra resistiu a repetidos ataques do Império Romano no século II. Sua arquitetura reflete influências helenísticas e romanas. | [ 37 ] |
| Petra                                                              |        | Jordânia   | Amã                  | Cultural: (i)(iii)(iv)         | 1985 | A cidade nabateia de Petra era um importante centro comercial entre a Arábia, o Egito e a Síria-Fenícia, famosa por sua arquitetura esculpida na rocha, bem como por seus sistemas de mineração e engenharia de água. | [ 38 ] |
| Alcácer de Amira                                                   |        | Jordânia   | Zarqa                | Cultural: (i)(iii)(iv)         | 1985 | O castelo do deserto do Alcácer de Amira foi construído no início do século VIII e serviu tanto como fortaleza quanto como palácio real omíada. O sítio classificado também é conhecido por seus extensos afrescos, constituindo um exemplo importante e único dos estágios iniciais da arte islâmica. | [ 39 ] |
| Sítios de Arte Rupestre de Tadrart Acacus                          |        | Líbia      | Gate                 | Cultural: (iii)                | 1985 | O maciço de Tadrart Acacus abriga milhares de pinturas rupestres em diferentes estilos, que datam de 12.000 a.C. a 100 d.C., refletindo as mudanças da flora e da fauna da região, bem como os diferentes estilos de vida das sucessivas populações do Saara. | [ 40 ] |
| Almedina de Marraquexe                                             |        | Marrocos   | Marraquexe-Safim     | Cultural: (i)(ii)(iv)(v)       | 1985 | Marraquexe foi fundada na década de 1070 e permaneceu um centro político, econômico e cultural por muito tempo. Os monumentos desse período incluem a Mesquita Koutoubia, a casbá e as ameias. A cidade também possui recursos mais recentes, incluindo palácios e madraças. | [ 41 ] |
| Cidade Púnica de Kerkouane e sua Necrópole                         |        | Tunísia    | Nabeul               | Cultural: (iii)                | 1985 | Abandonada em 250 a.C. durante a Primeira Guerra Púnica e nunca reconstruída, Kerkouane é o único exemplo sobrevivente de uma cidade fenício-púnica. | [ 42 ] |
| Antiga Cidade de Gadamés                                           |        | Líbia      | Nalut                | Cultural: (v)                  | 1986 | Localizada em um oásis, Gadamés está entre as mais antigas cidades pré-saarianas e representa uma arquitetura regional tradicional com divisão vertical de funções. | [ 43 ] |
| Cidade Antiga de Alepo                                             |        | Síria      | Alepo                | Cultural: (iii)(iv)            | 1986 | Situada no cruzamento de várias rotas comerciais, Alepo foi sucessivamente governada pelos romanos, aiúbidas, mamelucos e otomanos, cada um deles deixando uma influência significativa em seu tecido arquitetônico, resultando em uma paisagem urbana diversificada. As principais estruturas incluem a Cidadela, a Grande Mesquita e a Madraça Halawiye. | [ 44 ] |
| Cidade Antiga de Saná                                              |        | Iêmen      | Saná                 | Cultural: (iv)(v)(vi)          | 1986 | Situada em um vale montanhoso, Saná é habitada continuamente há mais de 2.500 anos. Tornou-se um centro para a propagação do Islã nos séculos VII e VIII. A cidade abriga as únicas casas-torre de taipa, além de 103 mesquitas e 14 hamames construídos antes do século XI. | [ 45 ] |
| Ksar de Aït-Ben-Haddou                                             |        | Marrocos   | Drá-Tafilete         | Cultural: (iv)(v)              | 1987 | O Ksar de ït-Ben-Haddou é um exemplo de habitat pré-saariano tradicional no sul de Marrocos, cercado por muros altos e reforçado com torres de canto. | [ 46 ] |
| Forte de Bala                                                      |        | Omã        | Província Interior   | Cultural: (iv)                 | 1987 | O forte faz parte de Bahla, um oásis e antigamente a capital da dinastia Nabhani, que dominou Omã e prosperou na Península Arábica durante o final da Idade Média. | [ 47 ] |
| Sítios arqueológicos de Bat, Al-Khutm e Al-Ayn                     |        | Omã        | Daira                | Cultural: (iii)(iv)            | 1988 | Localizado no interior do Sultanato de Omã, Bat, al-Khutm e al-Ayn estão entre os conjuntos mais bem preservados de assentamentos e necrópoles do terceiro milênio a.C. na Arábia Oriental e no mundo. A necrópole de Bat, em particular, reflete as práticas funerárias do início da Idade do Bronze em Omã. | [ 48 ] |
| Cairuão                                                            |        | Tunísia    | Cairuão              | Cultural: (i)(ii)(iii)(v)(vi)  | 1988 | Fundada em 670, Cairuão foi a antiga capital da Ifríquia e floresceu no século IX. Seu patrimônio inclui a Grande Mesquita de Uqba e a Mesquita de Três Portas. | [ 49 ] |
| Almedina de Sousse                                                 |        | Tunísia    | Susa                 | Cultural: (iii)(iv)(v)         | 1988 | Um excelente exemplo de uma cidade do início da Era islâmica, Sousse foi um importante porto comercial e militar durante o século IX. | [ 50 ] |
| Parque Nacional do Banco de Arguim                                 |        | Mauritânia | Nuadibu              | Natural: (ix)(x)               | 1989 | O parque consiste em dunas de areia, pântanos costeiros, pequenas ilhas e corpos d'água rasos; todos margeando a costa do Oceano Atlântico. Aves são frequentemente encontradas em migração na área, acompanhadas por várias espécies de tartarugas-marinhas e golfinhos, cuja presença os pescadores costumam usar para atrair peixes. | [ 51 ] |
| Cidade Histórica de Zabide                                         |        | Iêmen      | Hudaida              | Cultural: (ii)(iv)(vi)         | 1993 | Zabide foi a capital do Iêmen do século XIII ao XV. Sua universidade islâmica contribuiu muito para a disseminação do conhecimento islâmico. | [ 52 ] |
| Antigos Alcáceres de Uadane, Chingueti, Tichite e Ualata           |        | Mauritânia | Ouadane              | Cultural: (iii)(iv)(v)         | 1996 | Esses quatro assentamentos foram fundados nos séculos XI e XII, originalmente destinados a servir as rotas de comércio de caravanas através do Saara. Eles evoluíram gradualmente para centros culturais islâmicos, testemunhando o estilo de vida nômade das populações do Saara Ocidental. | [ 53 ] |
| Cidade Histórica de Mequinez                                       |        | Marrocos   | Mequinez             | Cultural: (iv)                 | 1996 | A antiga capital da Dinastia alauita foi fundada no século XI pelos almorávidas e transformada em uma cidade com influência hispano-mourisca durante os séculos XVII e XVIII. | [ 54 ] |
| Monumentos do antigo Reino de Sabá em Ma'rib                       |        | Iêmen      | Ma'rib               | Cultural: (iii)(iv)            | 2023 | Ma'rib foi a capital do Reino de Sabá que controlava grande parte do comércio de incenso na Península Arábica e, por sua vez, desempenhava um papel importante no intercâmbio cultural com o Mediterrâneo e a África Oriental. Os monumentos datam do primeiro milênio a.C. até a chegada do Islão por volta de 630 d.C. e incluem o Templo de Barrã, o Templo de Auã, a Antiga Cidade de Ma'rib e a Antiga Cidade de Siruá. O sítio foi imediatamente listado como Património Mundial em perigo devido às ameaças representadas pela Guerra Civil do Iêmen. | [ 55 ] |